# 田中久美子 (美術史家)
田中久美子（たなか くみこ、1957年- ）は、日本の美術史家、文星芸術大学教授・学長。専門はフランス中世・近世美術史。

## 人物・来歴
山口県出身。東京都立芸術高校卒業、東京藝術大学美術学部美術学科卒業、オレゴン州立大学美術史学科修士課程修了、東京藝術大学大学院美術研究科芸術学専攻博士課程単位取得満期退学。
美術史家。2011年より文星芸術大学准教授、教授、学長。

## 著書
- 『フォンテーヌブローの饗宴 イタリア・マニエリスムからフランス美術の官能世界へ』ありな書房, 2017.9
- 『世界でもっとも美しい装飾写本』エムディエヌコーポレーション, 2019.6

### 共著編・監修
- 『英語でめぐる世界の美術館 ルーヴル美術館』池上英洋共著. ジャパンタイムズ, 2010.2
- 『英語でめぐる世界の美術館 大英博物館&ナショナル・ギャラリー』池上英洋共著. ジャパンタイムズ, 2010.2
- 『西洋美術で読み解くキリスト教 160点の絵画・彫刻・建築で読む聖書の教え』監修(別冊宝島 宝島社, 2011.12
- 『地獄百景』監修 (ベスト新書 ヴィジュアル新書 2012.11
- 『入門旧約聖書の世界 名画で読み解く、壮大な歴史と物語の世界!』(洋泉社MOOK) 監修, 2013.11
- 『モネと印象派』(洋泉社MOOK) 監修 2013.12
- 『西洋美術で読み解くキリスト教の謎』監修. 宝島社, 2013.3
- 『装飾と建築 フォンテーヌブローからルーヴシエンヌへ』(フランス近世美術叢書 加藤耕一,栗田秀法,大野芳材,中島智章, 矢野陽子共著. ありな書房, 2013.9
- 『ゼロから始める西洋絵画入門』監修. KADOKAWA, 2014.10
- 『絵画と受容 クーザンからダヴィッドへ』(フランス近世美術叢書 望月典子,栗田秀法, 小針由紀隆, 大野芳材, 船岡美穂子, 吉田朋子, 伊藤已令, 矢野陽子共著. ありな書房, 2014.3
- 『美術と都市 アカデミー・サロン・コレクション』(フランス近世美術叢書 伊藤已令,矢野陽子, 安井裕雄, 金沢文緒, 大野芳材共著. ありな書房, 2014.7
- 『絵画と表象 (ガブリエル・デストレからユベール・ロベールへ)』(フランス近世美術叢書 大野芳材,栗田秀法, 伊藤已令, 船岡美穂子, 矢野陽子, 金沢文緒共著. ありな書房, 2015.3
- 『マリー・アントワネット 華麗なる激動の人生 美と芸術に彩られながらも断頭台の露と消えた37年の生涯』監修(別冊宝島 宝島社, 2016.10
- 『黙示録の美術』編 (ヨーロッパ中世美術論集 竹林舎, 2016.2
- 『絵画と表象』(フランス近世美術叢書 大野芳材,平泉千枝, 望月典子, 伊藤已令, 矢野陽子, 吉田朋子共著. ありな書房, 2016.5
- 『#名画で学ぶ主婦業』監修. 宝島社, 2018.9
- 『名画の読解力 教養のある人は西洋美術のどこを楽しんでいるのか!?』監修. エムディエヌコーポレーション, 2018.9
- 『#名画で学ぶ主婦業 [2]』監修. 宝島社, 2019.6
- 『ネーデルラント美術の宇宙 ネーデルラントから地中海世界、パリ、そして神聖ローマ帝国へ』(北方近世美術叢書 杉山美耶子, 木川弘美, ティル=ホルガー・ボルヒェルト,今井澄子共著, 今井澄子 責任編集. ありな書房, 2020.11
- 『理由がわかればもっと面白い!西洋絵画の教科書』監修. ナツメ社, 2021.3

### 翻訳
- マイケル・カミール『周縁のイメージ 中世美術の境界領域』永澤峻共訳. ありな書房, 1999.12
- マデリン・H.キャヴィネス『中世における女性の視覚化 視ること、スペクタクル、そして視覚の構造』ありな書房, 2008.11
- カルロ・ペドレッティ『レオナルド・ダ・ヴィンチ藝術と発明 機械篇』小倉康之, 森田学共訳. 東洋書林, 2008.9
- エリカ・ラングミュア『聖人』 (ナショナル・ギャラリー・ポケット・ガイド) ありな書房, 2010.4